# ZELDA (ZELDAのアルバム)
ZELDA（ゼルダ）は、1982年8月25日にリリースされたZELDAの1枚目のスタジオ・アルバム。発売元は日本フォノグラム。プロデュースはLIZARDのモモヨ。LPとして発売された。2回にわたりCDで再発売されている。
また次作のアルバム『CARNAVAL』とともに、1987年にカップリングCD『ZELDA〜CARNAVAL』として再発売された。

## 解説
ZELDAのファースト・アルバムであり、シングル『ミラージュ・ラヴァー』を同時発売してメジャー・デビューした。なお、それ以前のインディーズ時代には2枚のシングルをリリースしている（ZELDA (バンド)#ディスコグラフィーを参照）。
メジャー・デビュー以前から交流のあったLIZARDのモモヨをプロデューサーに迎え、当時のパンク・ロックムーブメントであった東京ロッカーズ色が強く出た、モモヨの影響力が濃い音作りとなった。初のメジャーレーベルでの制作ということで、自由かつ自主的に制作できたインディーズ時代とは異なり、制作には様々な制約もあったようである。本作の制作にあたり、ZELDAのオリジナル曲のほか、モモヨが楽曲を描き下ろしている。シングルカット曲もモモヨの作品である。なお菅原庸介（すがわら ようすけ）はモモヨの別名義で、モモヨの自伝的小説『蜥蜴の王国』でも菅原庸介名義で刊行している。
本作発表時のメンバーは、リーダーでベーシストの小嶋さちほ、作詞担当でボーカリストの高橋佐代子のコアメンバーのほか、ギタリストは鈴木洋子、ドラマーは野沢久仁子であった。次作の『CARNAVAL』ではメンバー交代があり、ギタリストが石原富紀江、ドラマーが小澤亜子に変更されている（ZELDA (バンド)#メンバーを参照）。
東京出身の高橋が都市の心象風景を描いた文学的な歌詞と、抑揚の少ない歌唱とメロディは「無機質」と評され、メジャー・デビュー前後の最初期の曲調はファンから「暗黒ZELDA」とも呼ばれた。東京ロッカーズの影響を強く受けたパンク・ロック期のZELDAが凝縮されたアルバムである。

## 収録曲
1. エスケイプ
  - 作詞・作曲：菅原庸介／編曲：モモヨ

モモヨの作詞・作曲・編曲による、疾走感あるロックナンバー。
カップリングCDではカットされている[2]。
2. 真暗闇―ある日の光景―
  - 作詞・作曲・編曲／ZELDA

初期のパンキッシュな「暗黒ZELDA」を象徴するような楽曲。
3. 月光飛翔（ムーンライト・フライト）
  - 作詞・作曲：菅原庸介／編曲：モモヨ

1970年代歌謡曲風のキラキラした、いかにもガールズバンド風の楽曲。
カップリングCDではカットされている[2]。
4. ロボトメイア
  - 作詞・作曲・編曲／ZELDA

1980年代初頭に多く見られた、管理社会をテーマにした楽曲。
5. 開発地区はいつでも夕暮れ
  - 作詞・作曲：ZELDA／編曲：モモヨ

沖縄音階風の単調なリフレインで構成される楽曲。都市再開発をモチーフとしており、初期ZELDAの定番である「埋立地」をテーマとした作品群の萌芽がみられる。
6. ミラージュ・ラヴァー
  - 作詞・作曲：菅原庸介／編曲：モモヨ

シングルカット曲。アルバムと同時発売。メジャーレーベルからのファーストシングル。ロックナンバーのラブソング。
DAMの通信カラオケに収録されている[6]。
7. 密林伝説
  - 作詞・作曲・編曲／ZELDA

ここで歌われる「密林」とは、後のZELDAが傾倒したワールドミュージックの世界ではなく、その歌詞はファンタジー的である。
8. Ash-Lah
  - 作詞・作曲・編曲／ZELDA

歌詞では「アシュラ」と歌われ、コンビナートが登場する。1980年にインディーズレーベル「ジャンク・コネクション」からシングルリリースした楽曲の再録。メジャーデビュー前後の最初期のZELDAを代表する楽曲。
DAMの通信カラオケに収録されている[6]。
9. と・ら・わ・れ
  - 作詞・作曲・編曲／ZELDA

「暗黒ZELDA」的なストレートなパンク・ロックナンバー。ライブでも頻繁に演奏され、この時期の楽曲では「Ash-Lah」と並んで知名度が高い。
DAMの通信カラオケに収録されている[6]。
10. ソナタ815
  - 作詞・作曲：ZELDA／編曲：モモヨ

高橋佐代子のポエトリーリーディングと「自由は永遠時計」のリフレイン、時計の擬音で構成される、本作中もっとも前衛的な楽曲。
カップリングCDではカットされている[2]。

## 参加アーティスト
出典はアルバムのライナーノーツによる。
- ZELDA
  - 高橋佐代子：ボーカル
  - 小嶋さちほ：ベース
  - 鈴木洋子：ギター
  - 野沢久仁子：ドラムス
- モモヨ：ギター、エレクトロニクス
- 中村ていゆう：ドラムス（Track 4）
- WAKA：ベース（Track 4）
- SHINNOSUKE：サックス（Track 1,5）

## バージョン
- LP：1982年8月25日、日本フォノグラム、規格品番：28PL-42
- CD：1989年、日本フォノグラム、規格品番：PLD-8024
- CD：1994年、日本フォノグラム、規格品番：PHCL-8024
- カップリングCD『ZELDA〜CARNAVAL』：1987年9月30日、日本フォノグラム、規格品番：35LD-507